# Tjaksgaisenjaure
Tjaksgaisenjaure är en sjö i Krokoms kommun i Jämtland och ingår i Indalsälvens huvudavrinningsområde. Sjön har en area på 0,181 kvadratkilometer och ligger 796,4 meter över havet.

## Delavrinningsområde
Tjaksgaisenjaure ingår i det delavrinningsområde (708914-139266) som SMHI kallar för Utloppet av Tjaksgaisenjaure. Medelhöjden är 883 meter över havet och ytan är 1,29 kvadratkilometer. Det finns inga avrinningsområden uppströms utan avrinningsområdet är högsta punkten. Vattendraget som avvattnar avrinningsområdet har biflödesordning 5, vilket innebär att vattnet flödar genom totalt 5 vattendrag innan det når havet efter 305 kilometer. Avrinningsområdet består mestadels av kalfjäll (86 procent). Avrinningsområdet har 0,18 kvadratkilometer vattenytor vilket ger det en sjöprocent på 14 procent.